# Suillus
Genre
Suillus est un genre de champignons basidiomycètes classé autrefois de la famille des Boletaceae, maintenant dans la famille des Suillaceae.
En latin, suillus signifie « porcin ». On pourrait les qualifier de « bolets mous ». Ils poussent essentiellement sous les conifères. Plusieurs d'entre eux portent un voile partiel, qui deviendra un anneau ou un reste d'anneau. Dans l'ensemble, ils sont comestibles mais souvent médiocres.
De par et leur aspect mou et visqueux, leur faible intérêt culinaire et leur lien avec les conifères, les espèces de ce genre reçoivent souvent, à tort et par abus de langage, l'appellation de « cèpe des pins », nom qui ne devrait revenir qu'à Boletus pinophilus, qui n'est pas du genre Suillus.
Les espèces de ce genre sont comestibles mais la cuticule de leur chapeau est visqueuse, amère et laxative, et les tubes trop spongieux une fois cuits, si bien qu'ils sont à enlever avant la cuisson. Leur consommation doit être modérée car ils peuvent concentrer certains radionucléides (césium 137 des retombées de Tchernobyl par exemple) et les remonter en surface, via leur chapeau,,.
Les espèces de ce genre les plus communes chaque saison en France sont Suillus bovinus, Suillus luteus, Suillus granulatus, Suillus grevillei et Suillus collinitus.

## Définition du genre
Suillus Micheli ex S. F. Gray
Sporophore

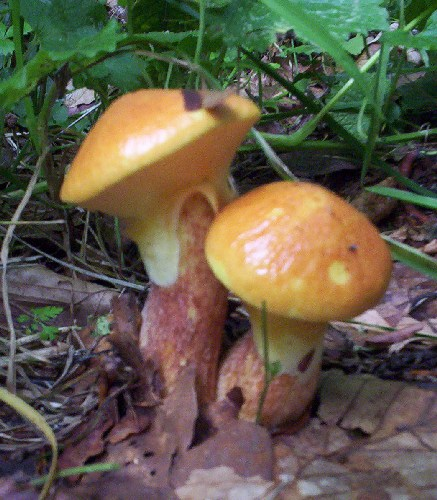
Suillus grevillei

Chapeau visqueux et glabre ou sec et squamuleux, parfois avec des restes du voile partiel, appendiculé. Chair jaune blanche ou pâle, immuable ou présente parfois coloration rougeâtre pâle. Hyménium adné à adnexé, jaune pâle ou brun cannelle.
Stipe sec, annelé ou non, habituellement avec des points glandulaires ou des taches.
Sporée pâle brun cannelle. Spores lisse, fusiforme court.
Habitat
Région Nord-Sud dans des régions tempérées et tropicales à la limite sud de Pinaceae (subaureus S. à Betula). Absent en Afrique. Fréquemment rencontrés dans des pinèdes exotiques transplantées au-delà des aires de répartition naturelle.
Mycorhizes systématique obligée avec les Pinacées, mais une espèce est connue pour être associée avec Betula dans le Nord-Est des États-Unis.

## Classification phylogénétique
Récemment le genre Suillus a été réintégré dans les Boletales où un clade des Suillineae les regroupe. Il semble bien que deux branches se divisent dans l'hémisphère nord.

### Classification linnéenne
- Suillus acerbus
- Suillus acidus
- Suillus americanus
- Suillus bellinii
- Suillus bovinus
- Suillus brevipes
- Suillus caerulescens
- Suillus cavipes
- Suillus collinitus
- Suillus cothurnatus
- Suillus flavidus
- Suillus granulatus
- Suillus grevillei
- Suillus lakei
- Suillus luteus, qui est l'espèce type
- Suillus neoalbidipes
- Suillus ochraceoroseus
- Suillus pictus
- Suillus pinorigidus
- Suillus placidus
- Suillus plorans
- Suillus punctipes
- Suillus pungens
- Suillus sibiricus
- Suillus subacerbus
- Suillus subluteus
- Suillus tomentosus
- Suillus tridentinus
- Suillus variegatus
- Suillus viscidus

### Phylogramme du Clade desSuillineae
Les dernières recherches semblent intégrer les genres Gomphidius et Truncocolumella, aux genres Rhizopogon et Suillus qui développerait un clade européen et un clade américain
- - Boletales
    - Suillaceae - Clade des Suillineae
      - Gomphidius subroseus, USA
        - Gomphidius glutinosus
          - Chroogomphus vinicolor
            - Truncocolumella citrina, USA
              - Rhizopogon subcearulescens
                - Fuscoboletinus ochraceoroseus
                  - Fuscoboletinus paluster
                    - Boletinus cavipes
                      - Suillus asiaticus

                  - Fuscoboletinus larcinus
                    - Fuscoboletinus grisellus
                      - Suillus tridentinus
                        - Suillus grevillei - Bolet élégant, Europe
                          - Ga  larcinus

                - Fuscoboletinus spectabilis
                - Fuscoboletinus sinuspaulianus
                - Suillus lakei
                  - Suillus caerulescens

                - Suillus subaureus
                  - Suillus subluteus
                    - Suillus cothumatus

                - Suillus subalutaceus
                - Suillus intermedius
                  - Suillus umbonatus
                    - Suillus sibiricus
                      - Suillus americanus, USA

                - Suillus placidus
                  - Suillus granulatus C

                - Suillus spraguei
                  - Suillus decipiens

                - Suillus bovinus - Bolet des Bouviers
                  - Suillus punctipes
                    - Suillus variegatus
                      - Suillus tomentosus

                - Suillus granulatus A
                  - 
                    - Suillus collinitus

                  - Suillus pungens
                  - Suillus granulatus B
                  - Suillus neoalbidipes
                    - Suillus grandulosipes

                  - Suillus pseudobrevipes
                    - Suillus luteus - Nonette voilée

                  - Suillus brevipes
                    - Fuscoboletinus waeverae

  - Agaricales